# Camenes (syllogisme)
Pour les articles homonymes, voir Camenes.

Diagramme de Venn d'un syllogisme en Camenes.

Camenes (également appelé Calemes, ou Calentes dans la Logique de Port-Royal) est un terme de la logique aristotélicienne désignant un des cinq syllogismes de la quatrième figure des vingt-quatre modes. Il comprend une majeure de type A, une mineure de type E et une conclusion de type E, c'est-à-dire une majeure universelle affirmative, une mineure universelle négative et une conclusion universelle négative.
Un syllogisme en Camenes consiste en une proposition de ce type : tout P est M, or aucun M n'est S, donc aucun S n'est P.
Les quatre autres syllogisme de la quatrième figure sont Bamalip, Dimatis, Fesapo et Fresison.

## Exemples de syllogismes en Camenes
1. Tout chat est un félidé (A universelle affirmative) ;
2. Aucun félidé n'est polydactyle (E universelle négative) ;
3. Donc aucun polydactyle n'est un chat (E universelle négative).

1. « Tous les maux de la vie sont des maux passagers ;
2. Tous les maux passagers [les maux qui sont passagers] ne sont point à craindre ;
3. Donc nul des maux qui sont à craindre n'est un mal de cette vie. »[1]